# أولف شرام
أولف شرام (بالسويدية: Ulf Schramm)‏ هو لاعب كرة قدم سويدي، ولد في 12 نوفمبر 1936. لعب مع نادي يورغوردينس.